# 台湾火藓
台湾火藓（学名：Schlotheimia grevilleana）为木灵藓科火藓属下的一个种。